# Carol Gilligan
Carol Gilligan (New York, 28 november 1936) werkte in de jaren 1970 als assistente bij de beroemde moraalpsycholoog Lawrence Kohlberg. Ze is nu professor aan de Harvard-universiteit. In 1982 schreef ze In a different voice. Psychological Theory and Women's Development. Haar boek geeft kritiek op Kohlberg, Jean Piaget en Sigmund Freud waarbij vrouwen psychologisch als een donker continent worden beschouwd en zogezegd een minder ontwikkelde moraal hebben dan mannen. Gilligan concludeerde dat vrouwen en mannen inderdaad meestal op een andere manier redeneren, waarbij vrouwen meer aandacht besteden aan het behouden van relaties (zorgethiek) en mannen eerder redeneren op basis van een soort rechtvaardigheidsethiek.